# Ґлінно-Велике
Ґлінно-Велике (пол. Glinno Wielkie) — село в Польщі, у гміні Роєво Іновроцлавського повіту Куявсько-Поморського воєводства.
Населення — 152 особи (2011).
У 1975-1998 роках село належало до Бидгощського воєводства.

## Демографія
Демографічна структура станом на 31 березня 2011 року:
|          | Загалом | Допрацездатний вік | Працездатний вік | Постпрацездатний вік |
| -------- | ------- | ------------------ | ---------------- | -------------------- |
| Чоловіки | 83      | 24                 | 54               | 5                    |
| Жінки    | 69      | 19                 | 37               | 13                   |
| Разом    | 152     | 43                 | 91               | 18                   |